# Lucjan Sobczyk
Lucjan Sobczyk (ur. 4 sierpnia 1927 w Natalinie, ob. na Białorusi, zm. 14 czerwca 2023) – polski chemik, fizykochemik, specjalista w dziedzinie badań wiązań wodorowych, profesor nauk chemicznych, członek rzeczywisty PAN.

## Życiorys
Ukończył studia na Wydziale Chemicznym Politechniki Wrocławskiej. Odbył także studia aspiranckie w Instytucie Precyzyjnej Technologii Chemicznej w Moskwie, gdzie otrzymał stopień kandydata nauk chemicznych.
Dalszą karierę naukową związał z Uniwersytetem Wrocławskim. Tam uzyskał habilitację w 1962, tytuł prof. nadzwyczajnego w 1969, prof. zwyczajnego w 1976.
Piastowane funkcje:
- kierownik Zakładu Chemii Fizycznej
- członek korespondent PAN
- członek rzeczywisty PAN
- dziekan Wydziału Matematyki, Fizyki i Chemii Uniwersytetu Wrocławskiego (1972–1975)
- prorektor ds. nauki i współpracy z zagranicą (1975–1981)
- prezes Polskiego Towarzystwa Chemicznego (1980-1985)
- przewodniczący Rady Naukowej Instytutu Niskich Temperatur i Badań Strukturalnych PAN[2]

## Dokonania naukowe i nagrody
Prof. Sobczyk był twórcą wrocławskiej szkoły badań wiązania wodorowego i współtwórcą wrocławskiej szkoły chemii fizycznej. Autor ponad 300 publikacji naukowych i 20 książek, m.in. współautorem podręcznika Chemia fizyczna (praca zbiorowa, komitet red. Adam Bielański, Kazimierz Gumiński, Bogdan Kamieński, Krzysztof Pigoń, Lucjan Sobczyk, PWN, 1980).
Odznaczenia:
- medale Jana Zawidzkiego i Jędrzeja Śniadeckiego PTChem,
- medal J. Hanusa (Czechosłowackie Towarzystwo Chemiczne)
- Złoty Krzyż Zasługi
- Krzyż Kawalerski, Oficerski i Komandorski Orderu Odrodzenia Polski
- Medal Komisji Edukacji Narodowej

Był doktorem honoris causa Uniwersytetu Leningradzkiego i Wrocławskiego oraz profesorem honorowym Instytutu Niskich Temperatur i Badań Strukturalnych PAN we Wrocławiu.